# Marguerite de Bourgogne-Tonnerre
Pour les articles homonymes, voir Marguerite de Bourgogne.
Marguerite de Bourgogne,  née en 1249/1250, morte le 4 septembre 1308, est comtesse de Tonnerre de 1262 à 1308. Elle devient reine de Naples, de Sicile et d'Albanie à la suite de son mariage avec Charles Ier d'Anjou, roi de Sicile.

## Biographie

### Origines
Marguerite de Bourgogne naît vers 1249/1250,. Elle est la fille d'Eudes de Bourgogne († 1266), comte de Nevers, d'Auxerre et de Mathilde II de Bourbon, dite Mahaut de Dampierre († 1262), comtesse de Tonnerre (1257-1262),.
Elle a deux sœurs, Yolande et Alix.
Elle est la petite-fille du duc de Bourgogne Hugues IV et la nièce du duc Robert II dont la fille se prénommant également Marguerite est cependant née 40 ans plus tard.

### Enfance et mariage
Son enfance se déroule à la cour du duc Hugues IV. Á l'adolescence, elle entre au couvent de Fontevraud.
Elle est mariée en novembre 1268, à l'âge de 18 ans, à Charles Ier (1226-1285), roi de Sicile, puis de Naples, roi de Jérusalem, comte d'Anjou, du Maine et comte de Provence, veuf depuis l'année précédente,. Le mariage se déroule à Trani, dans la région des Pouilles, dans le sud de l'Italie.
Le couple ne semble pas avoir eu d'enfant. Selon l'historien Petit (1894) pourrait avoir été en enceinte, vers 1272, d'après une lettre de son époux.
Elle s'installe à Naples, où elle constitue sa cour. L'ambition de son époux, qui lorgne du côté de l'Orient, débouche notamment sur les Vêpres siciliennes, en 1282,.
Son époux meurt en 1285. « Après avoir réglé
ses affaires et remis l'administration des états de ses beaux-fils à Robert d'Artois », elle rentre en France. Elle rapporte le cœur de son mari et le fait déposer au couvent Saint-Jacques à Paris.

### Succession de Tonnerre
Sa sœur aînée, Yolande, hérite lors de son mariage avec Jean Tristan († 1270), quatrième fils de Saint Louis, du comté de Nevers. Leur père, Eudes, meut croisé en 1266, laissant ses filles comme héritières. Jean Tristan cherche à obtenir les comtés d'Auxerre et de Tonnerre, s'appuyant sur le droit d'aînesse de son épouse. La question de la succession fait débat et le Parlement de Paris se charge de la résoudre à la suite d'une enquête,. Il faut attendre l'année 1273 pour qu'un arrêt aboutisse au partage de l'héritage, attribuant le comté de Nevers à Yolande, celui de Tonnerre à Marguerite — considéré comme « meilleur que l'Auxerrois » (Fromageot, 1973) — et enfin Auxerre à Alix,,.
Elle n'entre vraiment en possession de Tonnerre qu'à la Toussaint 1273. 

### Comtesse de Tonnerre
Rentrée en France, elle s'installe à Ligny-le-Châtel, en mai 1285. L'année suivante, elle doit retourner à Paris afin de régler une partie de la succession de son grand-père, le duc de Bourgogne Hugues IV.
Elle s'installe, en 1287, à Tonnerre, en compagnie de deux de ses parentes, Marguerite de Beaumont, veuve de Bohémond VII, comte de Tripoli, et Catherine de Courtenay, impératrice titulaire de Constantinople. Ces dames résident au château de Tonnerre où elles s'occupent à des exercices de prière et de charité.
Comtesse de Tonnerre, elle est également baronne de Montmirail et d'Alluyt (Alluyes?), dame du Mans, Montjai, Saint-Aignan, Selles-en-Berry, Valençay et Ligny-le-Châtel. Elle élargit son patrimoine en Tonnerrois, faisant l'acquisition de biens à Chichée (1277), Villon, Vertaut et Magny (1288). En 1287, elle passe un accord avec son oncle Robert II à propos de Nogent-lès-Montbard. En 1287-88, elle doit renoncer à sa part sur la cité d'Autun, Arnay-le-Duc, Pouilly et sur la seigneurie de Montbard. 
En 1291, elle affranchit les habitants de Lézinnes,.
En 1293, Marguerite fonde à Tonnerre l'Hospice Notre-Dame de Fontenille, et lui assure les revenus suffisant pour son fonctionnement. Cet hôpital deviendra l'Hôtel-Dieu de Tonnerre. Il a été dit, sans preuves, qu'elle l'aurait fondé en expiation.

### Retraite et mort
Marguerite se retire peu à peu, en renonçant partiellement à ses affaires temporelles, tout en restant dans sa résidence tonnerroise.
Dans des Lettres de convenance, datant de 1292, elle partage ses biens entre ses différents neveux. Louis et Robert, fils de sa sœur aînée et de son second époux, Robert III, comte de Flandres, obtiennent respectivement ses terres du Perche et du Berry. Guillaume, fils de sa seconde sœur Alix, comtesse d'Auxerre, obtient les droits sur le comté de Tonnerre,. Fromageot (1973) souligne cependant que la comtesse « [conservait] un droit de regard et de contrôle sur les terres concédées ». Guillaume meurt, en 1304, cependant au cours de la guerre de Flandre. Bien que son fils Jean II hérite des titres d'Auxerre et de Tonnerre, c'est Jean Ier de Chalon, époux de sa sœur Alix († 1290) et père de Guillaume, qui semble prendre possession du comté jusqu'à sa mort en 1309.

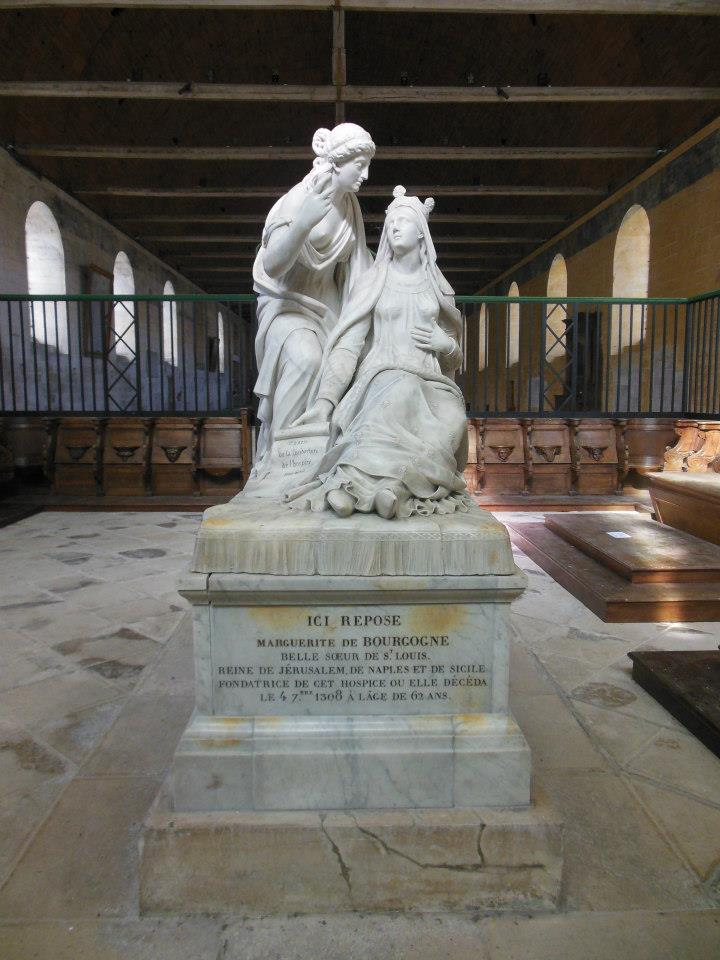
Le tombeau de Marguerite de Bourgogne (1826).

Marguerite meurt le 4 septembre 1308,, sur la motte de Maulnes dans un château aujourd'hui totalement disparu et, n'ayant pas eu d'enfant, lègue Tonnerre à son petit-neveu Jean II de Châlon-Auxerre.
Son corps est inhumé dans l'Hospice des Fontenilles.

## Sceaux et armes
Les Archives départementales de l'Aube conserve, dans sa collection de sceaux détachés, un sceau de Marguerite de Bourgogne :
- sceau : dans un polylobe, un écu mi-parti, au 1, chargé d’un semé de fleurs de lis au lambel de trois pendants brochant (Anjou) ; au 2, d'un bandé de six pièces à la bordure endenchée (issu de Bourgogne).
- contre-sceau un écu chargé d’un bandé de six pièces à la bordure endentée (issu de Bourgogne).

Un grand sceau (1282/1285) de Marguerite de Bourgogne, reine de Sicile, où elle apparait sculptée « debout, de face, épaules couvertes d'un manteau doublé de vair », tenant de sa main droite un sceptre fleurdelysé et de la gauche l'attache du manteau. On observe également « deux petits écus : à sa droite l'écu d'Anjou (à trois fleurs de lys brisé d'un lambel), à sa gauche celui de Tonnerre (bandé de six pièces à la bordure engrêlée). »

## Postérité
Une messe est célébrée chaque 4 septembre, à Tonnerre . La célébration est toujours observée par Fromageot (1973).
En 2008, la ville de Tonnerre a commémoré la mort de Marguerite de Bourgogne lors de fêtes médiévales, les 5, 6 et 7 septembre 2008.